# Ebergassing
Ebergassing é um município da Áustria localizado no distrito de Wien-Umgebung, no estado de Baixa Áustria.